# Laurisilva van Madeira
De Laurisilva van Madeira (Portugees: Floresta Laurissilva da Madeira) is een natuurgebied dat in 1999 door UNESCO werd uitgeroepen tot Werelderfgoed. Het wordt beschouwd als een zeer waardevol overblijfsel, vanwege de omvang en kwaliteit, van de laurisilva, een soort laurierbos dat in het verleden zeer overvloedig aanwezig was en vandaag de dag vrijwel uitgestorven is. Er wordt aangenomen dat dit 90% oerbos is. Uit de paleobotanische gegevens van het eiland Madeira blijkt dat het laurierbos ten minste 1,8 miljoen jaar geleden al op dit eiland bestond.
UNESCO rechtvaardigde de opname van deze bossen op de werelderfgoedlijst juist omdat het het grootste overgebleven laurierbos is, dat zich in het verleden over heel Europa verspreidde terwijl het tegenwoordig zo goed als uitgestorven is. Bovendien wordt dit type bos beschouwd als een centrum van plantaardige biodiversiteit en bevat het talrijke endemische en zeldzame soorten, vooral bryofyten, varens en bloeiende planten. Het heeft ook een zeer rijke ongewervelde fauna en een aantal endemische diersoorten van het eiland, zoals de Trocazduif en de Madeiragoudhaan.

## Galerij

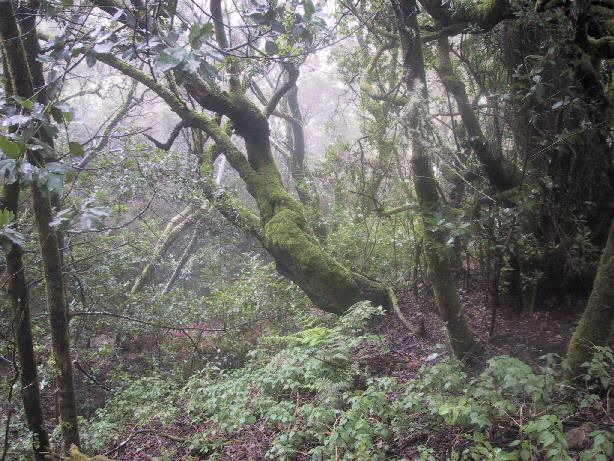
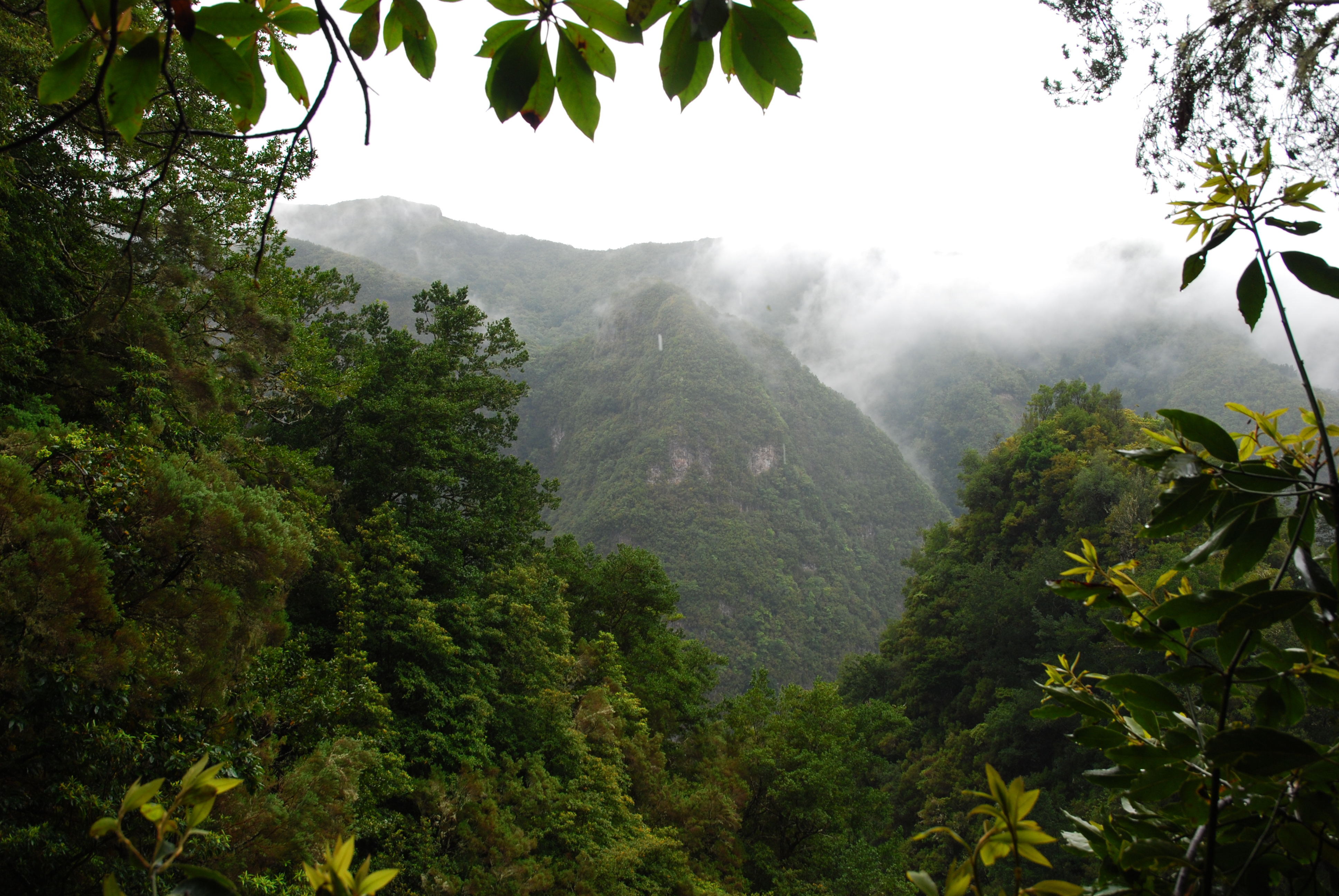
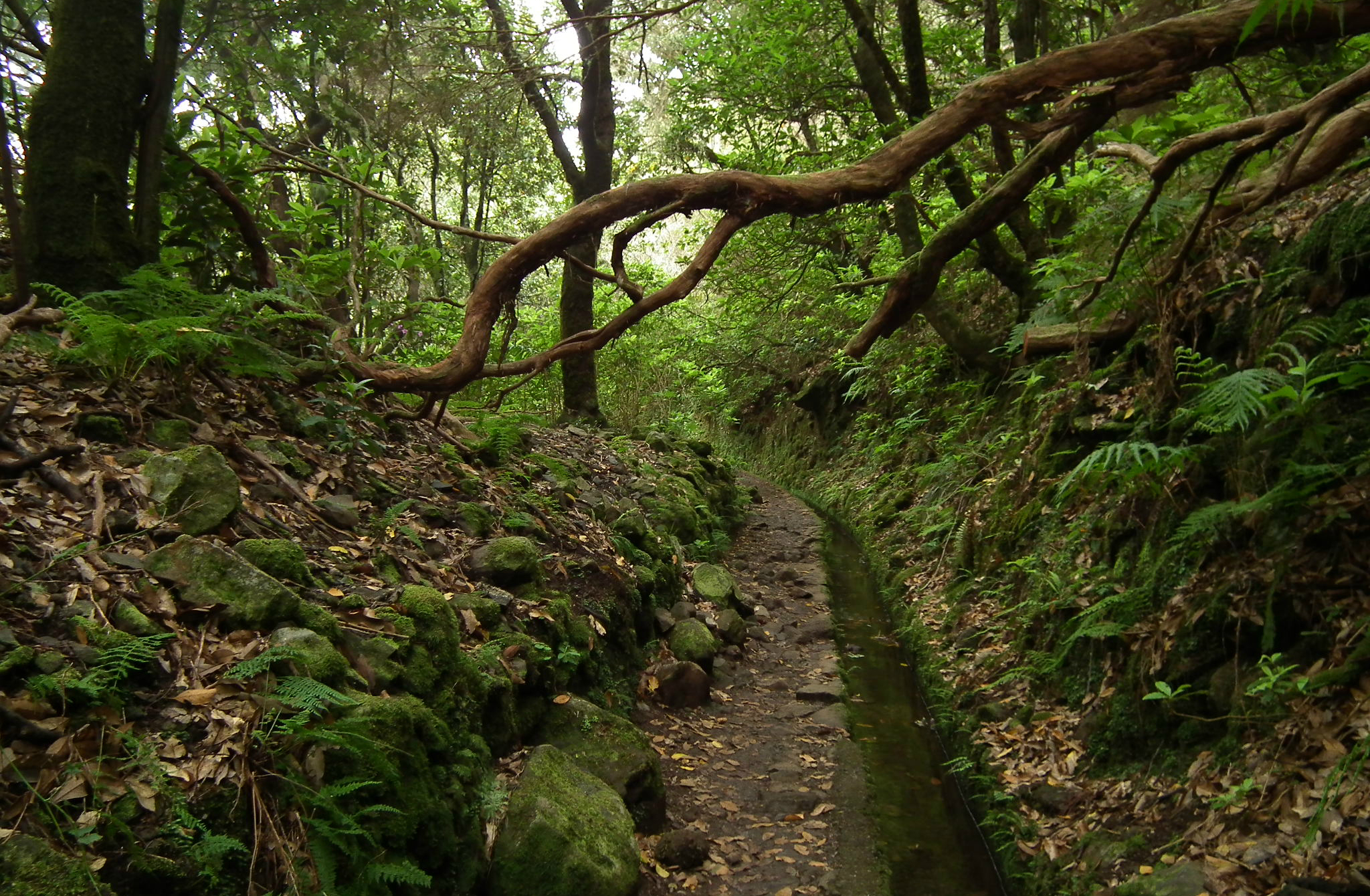
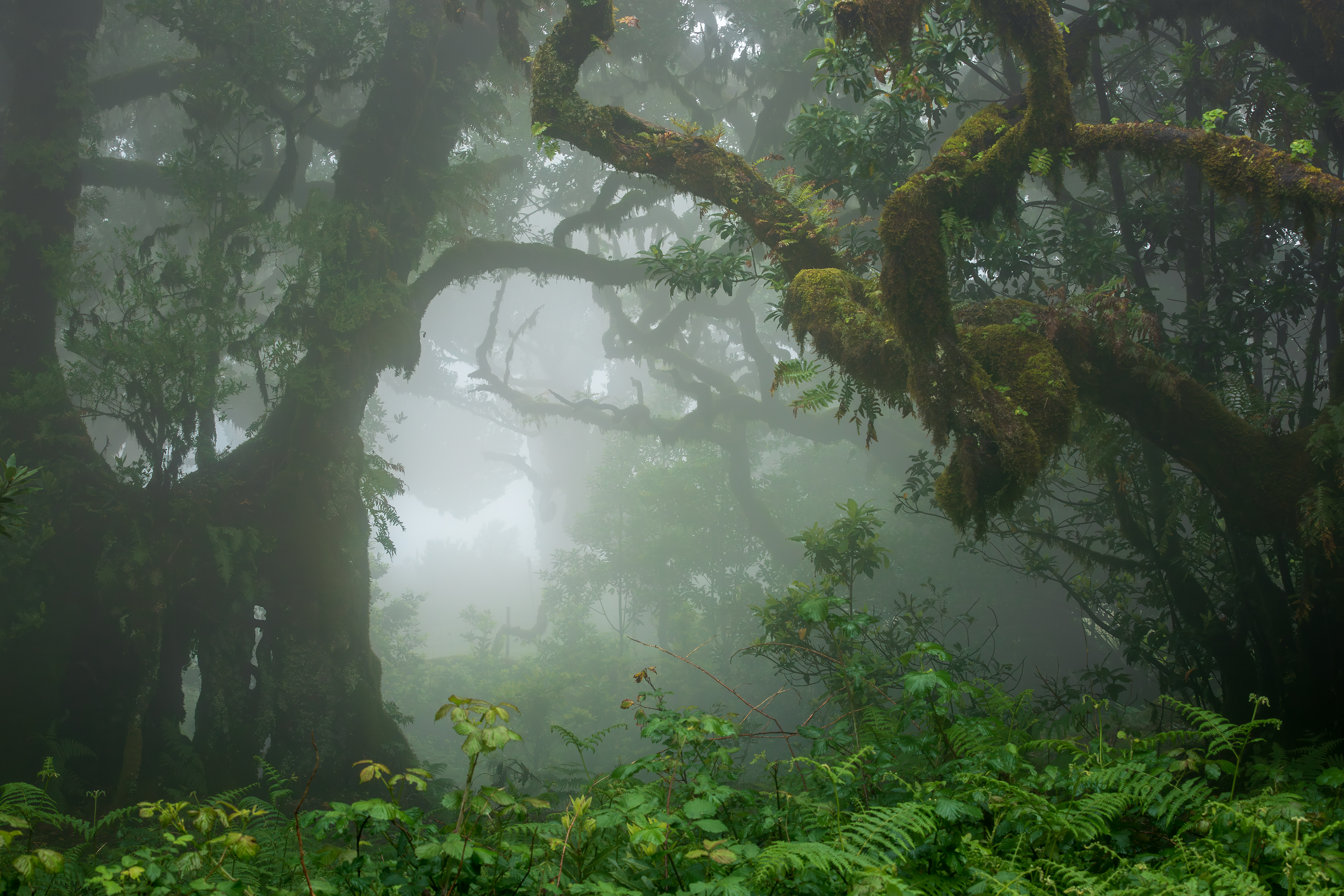

Wijnstreek Alto Douro · Stadscentrum van Angra do Heroismo op de Azoren · Klooster van Batalha · Convent van Christus in Tomar · Cultuurlandschap van Sintra · Historisch centrum van Évora · Historisch centrum van Guimarães · Landschap van de wijncultuur op het eiland Pico · Laurisilva van Madeira · Klooster van Alcobaça · Hiëronymietenklooster en toren van Belém in Lissabon · Historisch centrum van Porto · Prehistorische rotskunst in de Côavallei · de stad Elvas en haar verdedigingswerken · Universiteit van Coimbra - Alta en Sofia · Koninklijk gebouw van Mafra: paleis, basiliek, klooster, Cerco-tuin en jachtpark (Tapada) · Bom Jesus do Monte-heiligdom in Braga